# Delray Beach WCT 1982 - Doppio
Il doppio del torneo di tennis Delray Beach WCT 1982, facente parte della categoria World Championship Tennis, ha avuto come vincitori Mel Purcell e Eliot Teltscher che hanno battuto in finale Darren Cahill e Nick Saviano con il punteggio di 6–4, 7–6.

## Teste di serie
1. Peter McNamara /  Paul McNamee (quarti di finale)

1. Tomáš Šmíd /  Balázs Taróczy (semifinali)

## Tabellone

### Legenda
| - Q = Qualificato - WC = Wild card - LL = Lucky loser | - ALT = Alternate - SE = Special Exempt - PR = Protected Ranking | - w/o = Walkover - r = Ritirato - d = Squalificato |

|  | Quarti di finale            | Quarti di finale                    | Quarti di finale                    | Quarti di finale | Quarti di finale |  |  | Semifinali                  | Semifinali                  | Semifinali                  | Semifinali                 | Semifinali                 |   |   | Finale                      | Finale                      | Finale                      | Finale | Finale |  |
|  |                             |                                     |                                     |                  |                  |  |  |                             |                             |                             |                            |                            |   |   |                             |                             |                             |        |        |  |
|  | 1                           | Peter McNamara Paul McNamee         | Peter McNamara Paul McNamee         | 7                | 6                |  |  |                             |                             |                             |                            |                            |   |   |                             |                             |                             |        |        |  |
|  |                             | Christopher Mottram Erik Van Dillen | Christopher Mottram Erik Van Dillen | 6                | 4                |  |  | Darren Cahill Nick Saviano  | Darren Cahill Nick Saviano  | Darren Cahill Nick Saviano  | 4                          | 6                          |   |   |                             |                             |                             |        |        |  |
|  | Mel Purcell Eliot Teltscher | Mel Purcell Eliot Teltscher         | Mel Purcell Eliot Teltscher         | 6                | 7                |  |  | Mel Purcell Eliot Teltscher | Mel Purcell Eliot Teltscher | Mel Purcell Eliot Teltscher | 6                          | 7                          |   |   |                             |                             |                             |        |        |  |
|  | Darren Cahill Nick Saviano  | Darren Cahill Nick Saviano          | Darren Cahill Nick Saviano          | 4                | 6                |  |  |                             |                             |                             |                            |                            |   |   | Mel Purcell Eliot Teltscher | Mel Purcell Eliot Teltscher | Mel Purcell Eliot Teltscher | 6      | 7      |  |
|  | Anand Amritraj Bill Scanlon | Anand Amritraj Bill Scanlon         | Anand Amritraj Bill Scanlon         | 7                | 6                |  |  |                             |                             | Darren Cahill Nick Saviano  | Darren Cahill Nick Saviano | Darren Cahill Nick Saviano | 4 | 6 |                             |                             |                             |        |        |  |
|  | Fred Stolle Ion Țiriac      | Fred Stolle Ion Țiriac              | Fred Stolle Ion Țiriac              | 6                | 2                |  |  | Peter McNamara Paul McNamee | Peter McNamara Paul McNamee | Peter McNamara Paul McNamee | 6                          | 3                          |   |   |                             |                             |                             |        |        |  |
|  | 2                           | Tomáš Šmíd Balázs Taróczy           | Tomáš Šmíd Balázs Taróczy           | 7                | 6                |  |  | Mel Purcell Eliot Teltscher | Mel Purcell Eliot Teltscher | Mel Purcell Eliot Teltscher | 7                          | 6                          |   |   |                             |                             |                             |        |        |  |
|  |                             | David Carter Rick Meyer             | David Carter Rick Meyer             | 5                | 3                |  |  |                             |                             |                             |                            |                            |   |   |                             |                             |                             |        |        |  |